# Rolf Schlegel
|  | Dieser Artikel wurde aufgrund von formalen oder inhaltlichen Mängeln in der Qualitätssicherung Biologie zur Verbesserung eingetragen. Dies geschieht, um die Qualität der Biologie-Artikel auf ein akzeptables Niveau zu bringen. Bitte hilf mit, diesen Artikel zu verbessern! Artikel, die nicht signifikant verbessert werden, können gegebenenfalls gelöscht werden. Lies dazu auch die näheren Informationen in den Mindestanforderungen an Biologie-Artikel. |

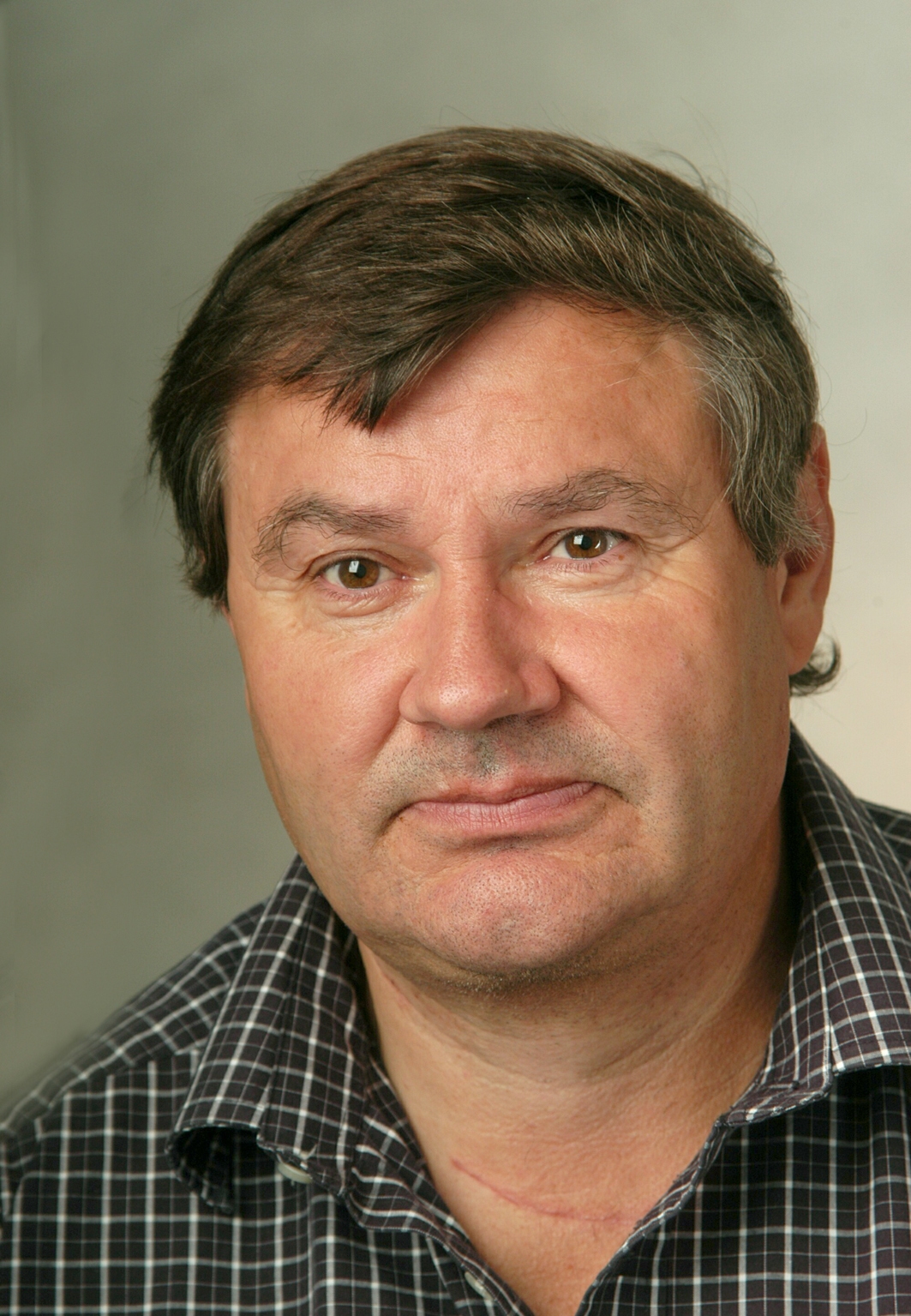
Rolf Schlegel

Rolf Herbert Jürgen Schlegel (* 8. November 1947 in Stadtlengsfeld, Rhön) ist ein deutscher Genetiker mit Schwerpunkt pflanzliche Zytogenetik sowie Pflanzenzüchtung.

## Leben
Der Sohn eines Fleischers besuchte von 1952 bis 1962 die Grundschule in Stadtlengsfeld und begann nach Abiturprüfung an der EOS Bad Liebenstein 1966 ein Landwirtschaftsstudium an der Universität Leipzig. Er wechselte 1968 an die Martin-Luther-Universität Halle-Wittenberg, um ein Spezialstudium Genetik und Pflanzenzüchtung aufzunehmen. Dieses schloss er 1970 mit einem Diplom ab und begann danach ein Forschungsstudium an der gleichen Universität. Nach drei Jahren promovierte er unter Helmut Schmalz und Dieter Mettin zum Dr. agr. auf dem Gebiet der Pflanzenzüchtung. Das Thema der Dissertation lautete: „Experimentelle Untersuchungen zur chromosomalen Stabilität und deren Bedeutung für die Fertilität des autotetraploiden Roggens (Secale cereale L.)“. Anschließend arbeitete er als Assistent bzw. Oberassistent am Lehrstuhl für Pflanzenzüchtung Hohenthurm der MLU Halle/Saale bis zum Jahr 1984. Im Jahr 1982 habilitierte (Dr. sc.) er sich dort mit einer grundlegenden Schrift über „Die Differentialfärbung von somatischen und meiotischen Chromosomen – ihre Nutzung in der Züchtungsforschung und angewandten Züchtung“.
Im Jahr 1984 folgte er einem Ruf von Dieter Mettin an das Zentralinstitut für Genetik und Kulturpflanzenforschung der Akademie der Wissenschaften der DDR in Gatersleben. Von 1984 bis 1993 war er Leiter der Arbeitsgruppe „Chromosomenmanipulation“ der Abteilung Angewandte Genetik unter Friedrich Scholz, zudem von 1988 bis 1991 Leiter der Abteilung „Kulturpflanzentaxonomie, angewandte Genetik und Genbank“. Nach 1993 absolvierte er ein Postgradualstudium im Bereich Umweltschutz, das er 1995 abschloss.
Danach folgte er einem Ruf des Instituts für Getreide- und Sonnenblumenforschung General Toschewo/Varna der Bulgarischen Akademie der Landwirtschaftswissenschaften als Forschungskonsultant und Leiter der Genbank (1995–1998), von 1999 des Instituts für Gentechnik und Biotechnologie, Kostinbrod/Sofia (Bulgarien). Ab dem Jahr 2000 übernahm er die Stelle des Leiters „Forschung & Entwicklung“ der Fa. Hydro-Tech, Aschersleben, zuletzt als Geschäftsführer der Fa. Desicca GmbH. Hier wirkte er bis zu seiner Pensionierung im Jahre 2011.

## Wissenschaftliches Wirken
Neben seinen Untersuchungen zur Getreideforschung gehörten in Halle/Saale Fragen zur zytogenetischen Stabilität bei der Züchtung von Weizen und Triticale zu seinen Forschungsprojekten. Bei Roggen beschäftigte er sich neben der Genetik insbesondere mit der Züchtung und Etablierung von artifiziellen tetraploiden Sorten. In Gatersleben war der Schwerpunkt seiner wissenschaftlichen Tätigkeit die genetische und zytologische Grundlagenforschung für die praktische Pflanzenzüchtung. Die Analyse von Chromosomen und die Übertragung von Genen stand im Fokus seiner Aktivitäten. Er schuf erstmals eine Serie von diploiden Secale-Triticum-Chromosomenadditionen. Schlegel erkannte frühzeitig die Bedeutung von experimentellen Chromosomensubstitutionen sowie -translokationen nicht nur für die Pflanzenzüchtung, sondern auch für die genetische Forschung. Heute tragen zahlreiche internationale Weizensorten (z. T. > 50 % des Materials) solche intergenerische Chromosomen-Rekombinationen. Hierzu hat Schlegel eine Internet-Datenbank etabliert. Das Gleiche trifft auf die Datenbank zur Genkartierung beim Roggen sowie zu Chromosomen-Translokationen beim Weizen zu. Später in Bulgarien kamen genetische Themen der Nährstoff-Effizienz von Getreidearten, insbesondere Mikronährstoffe, und der in-vitro-Regeneration von Doppel-Haploiden (DH) des Weizens hinzu. Beide Komplexe sind Teil der modernen Agrarwissenschaften. Er absolvierte internationale Forschungsaufenthalte in Nowosibirsk (Russland), Lublin und Poznań (Polen), Gödöllő und Szeged (Ungarn), Manhattan, Kansas (USA), Cambridge und Norwich (England), Kyoto (Japan), Passo Fundo (Brasilien) sowie Dobrich und Sofia (Bulgarien).
Zytogenetische Themen führte er in Vorlesungen, praktische Übungen und Studienpläne der Landwirtschaftlichen sowie Naturwissenschaftlichen Fakultäten an der Universität Halle/Saale ein. Unter seiner Leitung promovierten 8 Wissenschaftler, 28 Studenten diplomierten und 24 erhielten einen Ingenieur-Abschluss.
Schlegel ist Autor von mehr als 160 wissenschaftlichen Publikationen sowie einer Reihe von Monographien. Das 2003 erschienene Wörterbuch Dictionary of Plant Breeding wird in der dritten Auflage vorbereitet. Das Buch zur Geschichte der Pflanzenzüchtung Concise Encyclopedia of Crop Improvement wurde zum internationalen Bestseller.
Von 1975 bis 1990 war Schlegel Fachgutachter in Gremien der DDR und seit 1992 auch für internationale Organisationen, Universitäten, Verlage und Zeitschriften.